# 瑞娃·斯廷坎普
瑞娃·麗貝卡·斯廷坎普（阿非利卡语： [ˈstiəŋkamp]，1983年8月19日—2013年2月14日），是南非女模特。2013年2月14日，斯廷坎普被其男友、南非残疾短跑运动员奥斯卡·皮斯托利斯枪杀。

## 早年生活
斯廷坎普生于南非开普敦，之后举家迁至伊莉莎白港。
2005年，她于納爾遜·曼德拉大都會大學获得法律学士学位。

## 职业
斯廷坎普14岁开始模特生涯。
2011年及2012年分别位列《男人装》最性感美女排行榜第40和第45位。

## 个人生活
2012年11月，她成为南非残疾短跑运动员被誉为「刀锋战士」的奥斯卡·皮斯托利斯的女友。

## 被杀
2013年2月14日，斯廷坎普在奥斯卡·皮斯托利斯位于比勒陀利亚的家中被其枪杀。
她的葬礼于2月19日在伊莉莎白港举行。